# João Chagas
João Pinheiro Chagas GCSE (Rio de Janeiro, 1 de setembro de 1863 – Lisboa, 28 de maio de 1925), mais conhecido por João Chagas, foi um jornalista, escritor, diplomata e político português, tendo sido o primeiro presidente do Ministério (atual primeiro-ministro) da I República Portuguesa.
Jornalista, escritor, crítico literário, político, diplomata e conspirador, João Chagas foi, acima de tudo, um republicano liberal, ideal que abraçou até à morte e que, por diversas vezes, lhe custou a prisão e o degredo. Deixou uma das obras mais importantes, e por isso mesmo mais injustamente esquecida, do jornalismo político, de ideias e de doutrinação democrática publicadas em Portugal, sendo autor de alguns dos textos basilares para a compreensão do processo formativo, evolução e parâmetros ideológicos do republicanismo português.

## Biografia
João Pinheiro Chagas, nasceu no Rio de Janeiro, Brasil no dia 1 de Setembro de 1863, filho de João Pinheiro Chagas, um emigrante português tio de Manuel Joaquim Pinheiro Chagas, e de sua mulher Maria Amélia Rosa Pereira, filha de António Gonçalves Pereira e de sua mulher Zelita Rosa Pereira.
Estudou em Lisboa, rumando ao 16 anos para o Porto. Com 20 anos começa a colaborar com O Primeiro de Janeiro e regressando a Lisboa começa a publicar nos jornais Tempo, Correio da Manhã e O Dia.
Por ocasião do ultimato britânico de 1890, adere ao Partido Republicano Português, sendo no ano seguinte implicado na Revolta de 31 de Janeiro de 1891. Foi degredado para a colónia penal em Angola, por um período de seis anos. Chegado a Angola, foi encaminhado para um estabelecimento secundário, em Moçâmedes. A 1 de Novembro de 1891 fugiu, regressando a Portugal através de Paris. Preso uma segunda vez, foi novamente enviado para Angola para completar a sentença, mas fugiu novamente, desta  vez para o Brasil, e continuou a lutar pela causa republicana. Sobre a sua experiência do degredo, escreveu Trabalhos Forçados (1900) e Diário de um Condenado Político (1913).
Fez parte da Maçonaria, tendo sido iniciado em 1896 na loja Luís de Camões, com o nome simbólico de Armand Carrel.

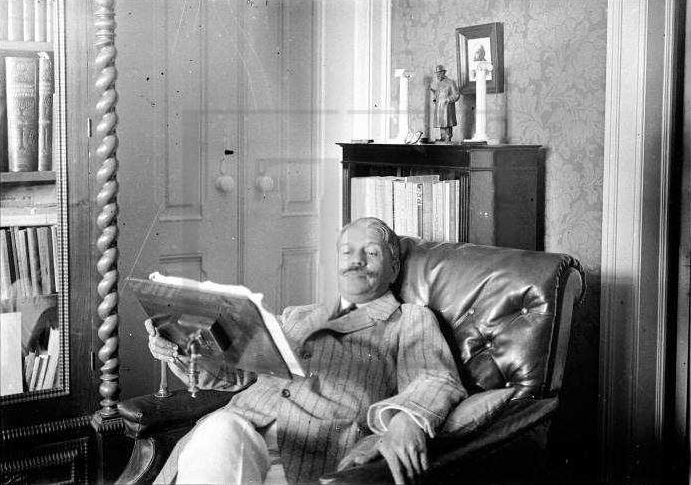
"João Chagas nas suas horas de leitura", fotografia de Joshua Benoliel (c. 1910)

Chagas viria a fundar em Lisboa A Marselhesa (1897-1898) e a ser director de O País (1898), A Lanterna (1899) ou Batalha (1900). Entre outros exemplos de colaboração em publicações periódicas, citem-se os títulos O Berro (1896) e Branco e Negro (1896-1898) e A Paródia de Rafael Bordalo Pinheiro (1900-1907).
Tendo sido um dos mais activos oponentes da ditadura de João Franco, entre 1906 e 1908, com o triunfo da República, em 1910, João Chagas foi nomeado representante diplomático português em Paris, cargo do qual acabou por se demitir, em duas ocasiões, por discordar do modelo político seguido pelos governantes.
Foi Ministro dos Negócios Estrangeiros Interino entre 3 de setembro de 1911 e 12 de outubro de 1911 (interino) e duas vezes Primeiro Ministro (chefe de governo), a primeira das quais de 3 de setembro a 12 de novembro de 1911.

### Tentativa de assassínio
Em 1915, na sequência da Revolta de 14 de Maio de 1915, o senador João José de Freitas decidiu eliminar João Pinheiro Chagas, então indigitado para substituir o general Pimenta de Castro na presidência do Governo. Na estação da Barquinha, nos arredores do Entroncamento, na noite de 16 para 17 de Maio entrou na carruagem onde viajava o potencial chefe do novo governo acompanhado pela esposa e desferiu cinco tiros de pistola, três dos quais atingiram João Pinheiro Chagas de raspão na cabeça e arrancaram-lhe um olho. O senador transmontano foi, entretanto, dominado pelo Dr. Paulo José Falcão que viajava com Chagas. Entregue à Guarda Nacional Republicana, que entretanto acorrera, João de Freitas, ainda tentou fugir e pegar, de novo, na pistola. Mas acabou por ser atacado por populares, sendo abatido pela GNR com um tiro de carabina. Segundo o periódico evolucionista A Vanguarda do dia imediato, o linchamento de João José de Freitas foi um lento martírio, já que até fel lhe deram a beber antes de o matarem.

### Falecimento
João Chagas faleceu aos 61 anos, vítima de aortite, a 28 de maio de 1925, no Hotel Avenida Palace, freguesia de Santa Justa, nos Restauradores, em Lisboa. Encontra-se sepultado no Cemitério do Alto de São João, na mesma cidade.

## Homenagens
João Chagas recebeu a Grã-Cruz da Antiga, Nobilíssima e Esclarecida Ordem Militar de Sant'Iago da Espada, do Mérito Científico, Literário e Artístico a 20 de Março de 1919.